# Шабуня, Алексей Олегович
Алексей Олегович Шабуня (бел. Аляксей Шабуня; род. 4 октября 1977 года, Новополоцк) — белорусский культурист.

## Биография
Родился 4 октября 1977 года.
Отец — Шабуня Олег Гаврилович, мать — Семеж Евгения Викторовна.
До увлечения культуризмом занимался лыжным спортом, боксом, борьбой.
В 1994 году Алексей впервые пришёл в тренажёрный зал. Первым тренером Алексея стал Сергей Мученко.
В 1997 году началась соревновательная карьера Алексея Шабуни: он принял участие в турнирах, проводимых под эгидой WABBA, а с 1998 года — и IFBB.
В 2005 году начался новый этап в соревновательной карьере Алексея Шабуни. Став членом IronWorld Club, он переехал в Минск и начал тренироваться самостоятельно. В 2005 году Шабуня завоевал титул абсолютного чемпиона Восточной Европы, а также звания победителя Гран-при «Айронмен» и «Железный мир».
2006 год приносит Шабуне как радость, так и разочарование. После серии побед на различных турнирах в Германии, Эстонии и Англии, Алексей получает травму колена, которая надолго выбивает его из строя.
Был перерыв (из-за травмы). Победил в московском турнире Гран-При «Империя Фитнеса-2010», на Чемпионате мира по культуризму среди мужчин (3-8 ноября 2010 года, Баку) — серебро.
Однако, как выяснилось позже, Алексей не забросил спорт в связи с травмой, а наоборот, продолжал активно тренироваться. Вернувшись в 2010-м, занял второе место на любительском чемпионате мира. Кроме того, в том же году Шабуня одержал победу на Гран-При Империя Фитнес в Москве, окончательно развеяв слухи о своем уходе из бодибилдинга.
В 2012 году Алексей стал абсолютным победителем Amateur Euro Cup и выиграл карту профессионала. Алексей упорно тренируется, готовится к профессиональным турнирам и намерен завоевать значительно большие высоты, чем те, которые он уже покорил.

## Личная жизнь
Проживает в Минске. Работает пожарным в МЧС Республики Беларусь. В 1994 году женился. Жена — Ирина.

## Достижения
- 1997 — абсолютный чемпион России (WABBA, юниоры); чемпионат Беларуси среди юниоров — 2 место
- 1998 — абсолютный чемпион Европы (WABBA, юниоры); абсолютный чемпион Республики Беларусь (юниоры)
- 1998—2004 — абсолютный чемпион Республики Беларусь среди взрослых
- 1999 — призёр Гран-при Бельгии (IFBB)
- 2000 — чемпионат Европы — 15 место
- 2001 — чемпионат Европы — 13 место
- 2003 — чемпионат Европы — 3 место; Гран-при Литвы — 1 место; турнир «Мистер и мисс Балтия» — 2 место; Гран-при «Железный мир» — 4 место; Гран-при «Айронмен» — 6 место
- 2004 — чемпионат мира — 3 место; Гран-при «Айронмен» — 4 место; Гран-при «Железный мир» — 3 место
- 2005 — абсолютный чемпион Восточной Европы; Гран-при «Айронмен» — 1 место; Гран-при «Железный мир» — 1 место
- 2006 — Мемориал Н, Шила — 1 место; Турнир Rhein-Neckar Pokal — абсолютный победитель; Международный чемпионат Берлина — 1 место; Международный чемпионат Баварии — 1 место; Гран-при Заксена — абсолютный победитель; Евро-элит тур (г. Таллин, Эстония) — 1 место; Евро-элит тур чемпионов (Портсмут, Великобритания) — 1 место
- 2010 — чемпионат мира — 2 место; Гран-при «Империя Фитнеса» — 1 место
- 2012 — «Arnold Classic» — 2 место; FIBO Power Olimp Challenge — абсолютный победитель; Amateur Euro Cup — абсолютный победитель ; Cup Yashankin — абсолютный победитель ;
- 2013 — «Nordic Pro» — Финляндия — 3 место;
- 2014 — «Prague Pro» — Чехия — 14 место;
- 2014 — «Nordic Pro» — Финляндия — 9 место;
- 2014 — «Grand Prix Fitness House Pro» — Россия — 10 место;[2];
- 2016 — Дубай-Pro — 5 место.